# A Republikanska futbolna grupa 1963-1964
La A Republikanska futbolna grupa 1963-1964 fu la 40ª edizione della massima serie del campionato bulgaro di calcio. Fu vinta dal Lokomotiv Sofia, al suo terzo titolo.
Capocannoniere del torneo fu Nikola Tsanev del CSKA Septemvriysko zname Sofia con 26 reti.

## Formula
Come nella stagione precedente le squadre partecipanti furono sedici e disputarono un turno di andata e ritorno per un totale di trenta partite.
Le ultime due classificate retrocedettero in B RFG.
Le squadre ammesse alle coppe europee furono tre: i campioni nazionali alla Coppa dei Campioni 1964-1965, la vincitrice della Coppa di Bulgaria alla Coppa delle Coppe 1964-1965 più un ulteriore club di Plovdiv alla Coppa delle Fiere 1964-1965.

## Classifica finale
|    | Classifica                      | G  | V  | N  | P  | GF | GS | Dif | Pt |
| -- | ------------------------------- | -- | -- | -- | -- | -- | -- | --- | -- |
| 1  | Lokomotiv Sofia                 | 30 | 18 | 8  | 4  | 53 | 28 | +25 | 44 |
| 2  | Levski-Spartak Sofia            | 30 | 16 | 9  | 5  | 53 | 32 | +21 | 41 |
| 3  | Slavia Sofia (CB)               | 30 | 13 | 9  | 8  | 46 | 36 | +10 | 35 |
| 4  | Spartak Plovdiv (C)             | 30 | 13 | 8  | 9  | 42 | 34 | +8  | 34 |
| 5  | Dunav Ruse                      | 30 | 12 | 8  | 10 | 31 | 35 | -4  | 32 |
| 6  | Cherno More Varna               | 30 | 11 | 9  | 10 | 35 | 30 | +5  | 31 |
| 7  | Botev Plovdiv                   | 30 | 13 | 4  | 13 | 43 | 54 | -11 | 30 |
| 8  | Lokomotiv Plovdiv               | 30 | 10 | 9  | 11 | 33 | 38 | -5  | 29 |
| 9  | Marek Dupnica                   | 30 | 11 | 6  | 13 | 39 | 32 | +7  | 28 |
| 10 | Spartak Pleven                  | 30 | 9  | 10 | 11 | 31 | 33 | -2  | 28 |
| 11 | CSKA Septemvriysko zname Sofia  | 30 | 12 | 3  | 15 | 58 | 40 | +18 | 27 |
| 12 | Spartak Sofia                   | 30 | 8  | 9  | 13 | 28 | 40 | -12 | 25 |
| 13 | Mlada Gvardija Sliven (N)       | 30 | 8  | 9  | 13 | 29 | 41 | -12 | 25 |
| 14 | Beroe Stara Zagora              | 30 | 8  | 8  | 14 | 28 | 38 | -10 | 24 |
| 15 | Spartak Varna                   | 30 | 9  | 6  | 15 | 34 | 52 | -18 | 24 |
| 16 | Lokomotiv Gorna Oryahovitsa (N) | 30 | 9  | 5  | 16 | 29 | 49 | -20 | 23 |

- (C) Campione nella stagione precedente
- (N) squadra neopromossa
- (CB) vince la Coppa nazionale

### Verdetti
- Lokomotiv Sofia Campione di Bulgaria 1963-64.
- Spartak Varna e Lokomotiv Gorna Oryahovitsa retrocesse in B PFG.

### Qualificazioni alle Coppe europee
- Coppa dei Campioni 1964-1965: Lokomotiv Sofia qualificato.
- Coppa delle Coppe 1964-1965: Slavia Sofia qualificato.
- Coppa delle Fiere 1964-1965: Lokomotiv Plovdiv selezionato come club di Plovdiv molto tifato.